# スプリト
スプリト（クロアチア語: Split、イタリア語: Spalato、ドイツ語: Spalato、ギリシア語: Ασπάλαθος, Aspálathos、ラテン語: Spalatum）は、クロアチア南部スプリト＝ダルマチア郡の主都で、ダルマチア最大の都市で、クロアチア第二の都市である。アドリア海東海岸の、小さな半島に位置する。

## 歴史

### 古代
295年-305年、ディオクレティアヌス宮殿を造営されたことが都市の起源となったことが知られる。それより早く、ギリシャ植民地アスパーラトス（Aspálathos）が建設されていた。ギリシャ人らは、近郊の都市サロナに住むイリュリア人（多くがダルマチア人）との貿易を行って暮らした。
当時、共和政ローマがアドリア海東岸で強い影響力を持つようになり、紀元前229年から219年にかけてのイリュリア戦争においてイリュリア人を征服した。揺るぎないローマの力のもと、古代ローマ人はサロナを首都とするダルマティア属州を建設した。この時、市名アスパーラトスから、サロナに似せたスパラトゥムに変更された。
瀕死の病にかかったローマ皇帝ディオクレティアヌス（在位:284年-305年）は、305年に政治から引退した。彼は故郷の近くに隠居用の宮殿を建てるよう命じ、故郷ディオクレア（サロナ近郊）にほど近い、海辺の町スパラトゥムを建設の地に選んだ。建設事業は、政界引退をディオクレティアヌスが準備していた293年に始まった。宮殿はどっしりとした構造をしており、ほとんどローマの軍事要塞のようである。宮殿南側は海に面し、その城壁は170メートルから200メートルの長さで囲む（高さは15から20メートル）。城壁内の面積は38,000平方キロメートルであった。宮殿の水道は堅固な作りで、ディナル・アルプス山中のヤドロ水源から水道路で供給されていた。この潤沢な宮殿と周囲には、当時8,000人から10,000人の住民が暮らしていた。住民には、公園と余暇施設が与えられていた。ディオクレティアヌスは、郊外のマリヤン丘にそのような野外施設をつくった。彼は後に予定通りにきっちりと引退し、自発的に自ら職を退いた最初のローマ皇帝となった。
476年に西ローマ帝国が滅亡すると、スパラトゥムは東ローマ皇帝の支配下に置かれた。スパラトゥムは、非常にゆっくりと、遙かに大きなサロナの衛星都市のようになっていった。しかし、639年頃にサロナがアヴァール人とスラヴ人の侵攻で略奪されると、住処を失った市民の大多数が近郊のアドリア海諸島へ逃れた。東ローマ支配が地域で復活するにつれ、ローマ市民は大セヴェルスと呼ばれる貴族の主導のもと、本土へ戻った。彼らはスパラトゥムにあるディオクレティアヌス宮殿に住むことを選択した。宮殿が強固な要塞状だったためである。この時には宮殿は長く打ち捨てられていたが、建造物内部はサロナからの避難民によって、新しい属州の首都として以前より大きな都市に改造された。今日、宮殿はスプリト市の内核として存在しており、今も商店や市場・広場、住宅があり市民が暮らしている。古い聖堂（かつてのディオクレティアヌス帝霊廟）は、旧宮殿の階と通廊の中に折り込まれている。宮殿を囲む城壁をそのまま都市壁とし、地下室を市の食料庫に転用（現在は一部商店が立ち並んでいる)するなど、遺跡をうまく利用した独特の街並みとなっている。東ローマ帝国の一部として、スパラトゥムは様々に移り変わったが、顕著な政治的自治権を維持していた。

### 中世

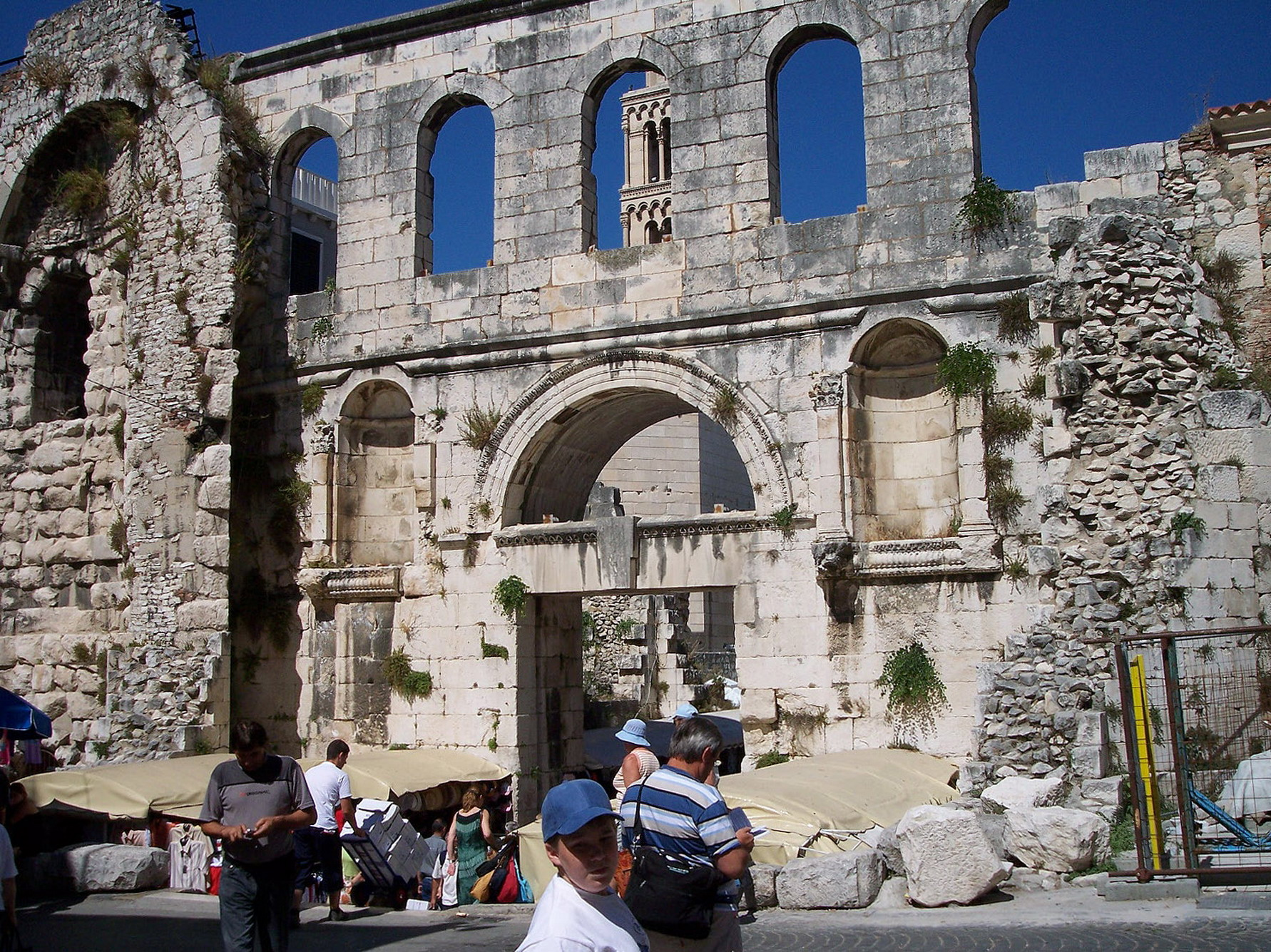
ディオクレティアヌス宮殿の城壁

ダルマチア属州におけるスプリトの中世は、東ローマ帝国の弱体化、ヴェネツィア共和国・クロアチア王国、ハンガリー王国といった近隣勢力との戦いに特徴づけられる。
南スラヴ人（多くがクロアチア人）が7世紀にスパラトゥム一帯へ移住してきた。後背地とアドリア海諸島は数でクロアチア人が優勢であり、彼らはかつてのローマ都市にも影響を及ぼし始めた。初期の中世クロアチア国家（のちにクロアチア王国へと発展する）は、シベニクのような近隣の沿岸都市に建国された。そして後背地の大多数のクロアチア人国家に取り巻かれた。数世紀に渡りスパラトゥムはますますクロアチアの特徴を増した。これは市内と周辺にある教会建築に見られる。市内のローマ人人口は、次第に周辺のクロアチア人と混ざり合うようになった。 
アドリア海北部のヴェネツィア共和国がダルマチア地方に影響を及ぼし始めたのは、10世紀からであった。彼らは成長する経済力をもとに沿岸諸島や沿岸都市を次々と獲得していった。数十年の間にスプリトも、同時にクロアチア国家とハンガリー国家が衰えたために、ヴェネツィアの影響下に入った。
東ローマ帝国が衰退したことから、クロアチア王国が事実上のスプリトの宗主国となり、国家の封建的特性のため顕著な自治権を授けられた。1102年、クロアチア王国はハンガリー王カールマーンによって、ハンガリー王国との同君連合を強いられた。しかしスプリトは高度な自治を保ち続け、市独自の通貨と同様に特権を授けられた。

### ヴェネツィアとオーストリア支配時代

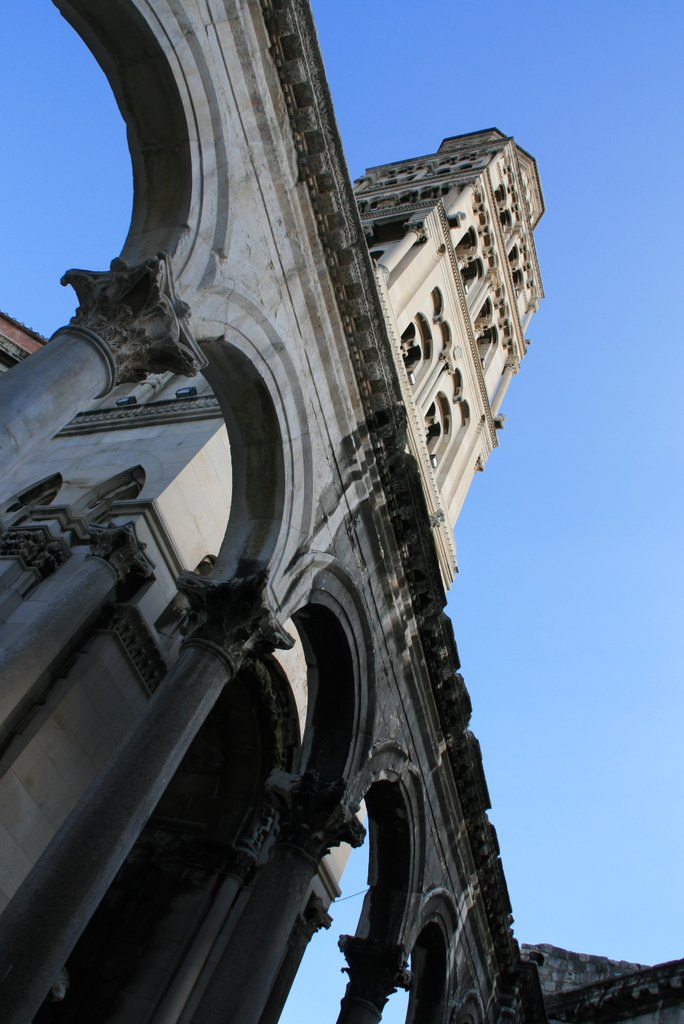
スプリト聖堂の鐘楼

神聖ローマ皇帝ジギスムントとナポリ王家であるアンジュー家との間のハンガリー内戦が20年続く間、勢いを失ったラディズラーオ1世はダルマチアにおける自身の権利を、ほんの100,000ダカットでヴェネツィア共和国へ売り渡した。1420年にさらに中央集権化した共和国がスプリトを掌握、ヴェネツィア支配はその後377年続いた。当時の人口はスラヴ語に属するクロアチア語話者が多かったが、公用語はイタリア語だった（トスカーナ方言とヴェネツィア方言の混合）。スプリトの自治権は減らされた。最高権力者は常にヴェネツィア生まれの人間が務めた。
このような自治を押さえつけられた状態にもかかわらず、スプリトはまもなく衆目をひく港湾都市に発展していった。スプリトが、近郊のクリス水道を通ってオスマン帝国が押さえる内地へと向かう重要な通商路上にあったからである。同様に文化も華開き、クロアチア人古典作家マルコ・マルリッチ（en:Marko Marulić）を生んだ。マルリッチの代表作『ユディタ』（en:Judita、1501年）は、スプリトで書かれ、1521年に出版された。スプリトは最初のクロアチア文学の近代作品が生み出されたのである。なお、文化活動の進化と達成とを成し遂げた作品は、主として貴族のために書かれたことが知られる。ヴェネツィア支配者が教育・医学施設に関心を見せたことから、スプリトの識字率はずば抜けて高かった。スプリトは、1797年のカンポ・フォルミオ条約でヴェネツィアが没落するまで支配を受けた。短期間のナポレオン支配の後（1806年-1813年）、ウィーン会議によってスプリトはオーストリア帝国に割り当てられた。この時代に市内への広範囲な投資が着手され、新しい通りがつくられて古代の要塞の一部が取り除かれた。 
オーストリア帝国時代のスプリト地域とダルマチア王国は、分離された行政単位であった。ナショナル・ロマンティシズムの結果である1848年革命の後、2つの派閥が現れた。一つは人民党に率いられた親クロアチアの連合派（のちにプンタリと呼ばれる）、そして幾分か小さな権利党であった。どちらもハンガリーの行政監督下にあったクロアチア＝スラヴォニアとダルマチアの連合を主張していた。この派閥はスプリトでより強く、本部を置いていた。もう一つの派閥は、親イタリアの自治主義派（未回収のイタリア派として知られる）で、彼らの政治的目標は、イタリア王国との政治的連合のもとオーストリア＝ハンガリー帝国内での自治権を修正することであった。スプリトでの政治的同盟は時間がかかった。当初、連合派と自治主義派は互いに提携してウィーンの中央集権主義に対抗していた。しばらくして民族的な疑問が突出したことで2つの派閥は袂を分かった。しかしオーストリア支配下で、スプリトはだいたいに置いて沈滞した状態にあったと言われている。1848年のヨーロッパの大きな地殻変動はスプリトにおいて起きなかった。反乱も起きなかった。

### 20世紀

#### ユーゴスラビア王国
第一次世界大戦後、オーストリア＝ハンガリー帝国が解体され、スプリトを含むダルマチア県はセルブ・クロアート・スロヴェーヌ王国の一部となった（1929年に国名をユーゴスラビア王国とした）。しかしアドリア海東岸の二大都市リエカとザダルはイタリア王国に併合された。スプリトはユーゴスラビア王国の最重要港となった。新しい王国では、スプリトは新しい行政単位プリモルスカ州（en:Littoral Banovina）の中心地となった。リカ鉄道がスプリトと国内他都市を結んで1925年に完成した。
ツヴェトコヴィッチ＝マチェク合意（en）の後、スプリトは新設された行政単位（サヴァ州とプリモルスカ州および、その他の幾つかのクロアチア人地域の統合）であるクロアチア自治州（en:Banovina of Croatia）の一部となった。

#### 第二次世界大戦
1941年4月、ナチス・ドイツのユーゴスラビア侵攻に伴い、スプリトはイタリアに占領され、一ヶ月後には正式に併合された。イタリアの支配は、クロアチア市民の強い反発を招き、人口の3割がヨシップ・ティトー率いるパルチザンに加わった。地元のサッカークラブは、イタリア国内大会への参加を拒否された。HNKハイドゥクとRNKスプリトは、その活動に疑いをもたれ、後に両方のチームともスタッフ全員でパルチザンに加わった。その後すぐ、ハイドゥクはパルチザン運動の公式サッカー・クラブとなった。
1943年9月、イタリアの降伏にともない、スプリトはパルチザンに加わった数千の義勇軍を含むティトーの大部隊によって解放された。わずか数週間後には、ナチスの傀儡国家クロアチア独立国の占領（ドイツ国防軍がおこなった）下に戻った。占領期間、旧市街の一部同様に港湾施設の一部が、クロアチア独立国とドイツの爆撃によって損傷を受けた。枢軸国側の爆撃で悲劇的な展開となっていた最中、非常に親パルチザンであるスプリトは連合国軍からも爆撃を受け、数百人の犠牲者が出た。とうとうパルチザン側が市を解放したのは、1944年10月26日であった。1945年2月12日、ドイツ海軍はスプリト港における思い切った反乱を指揮し、イギリスの軽巡洋艦デリー（en:HMS Delhi (D47)）を損傷させた。

#### ユーゴスラビア社会主義連邦共和国
第二次世界大戦後、スプリトは、ユーゴスラビア社会主義連邦共和国を構成するクロアチア社会主義共和国の一部となった。この時代、市は大きな経済・統計ブームを体験した。12の新工場、その他多くの会社ができたことで市の人口が増加した。スプリトは、クロアチアの国境を遙かに越えたアドリア海沿岸一帯の経済中心地となった。そのために、大規模工業化とユーゴ中央政府による投資で新たに建てられた工場へ、職を求めて発展途上の内地から移住者の波が押し寄せた。造船業は突出して発展し、ユーゴはこの分野で世界でも有数の国となった。多くのレクリエーション施設が連邦の基金で建てられた。1979年の地中海競技大会会場となったスタディオン・ポリュドが知られる。スプリトはユーゴ最大の旅客および軍港となり、ユーゴスラビア人民軍（Jugoslavenska Narodna Armija, JNA）の沿岸警備部門と、ユーゴスラビア海軍の本部の所在地となった。
1945年から1990年の間、スプリトは全体的に生まれ変わって拡大し、半島全体を市域に含めた。同じ時代（黄金時代とされている）、GDPと雇用率は現在より遙かに高く、ユーゴ最大の都市の一つであった。

#### クロアチア独立
1991年にクロアチアが独立を宣言したとき、スプリトはユーゴ海軍の本部と施設同様、ユーゴ人民軍の大規模駐屯軍を抱えていた。これが一ヶ月以上に渡る、ユーゴ人民軍とクロアチア国民防衛隊、警察との緊張関係を引き起こし、時には様々な事件が勃発した。
最も悲惨な事件は1991年11月15日に起こった。ユーゴ人民軍のフリゲート艦スプリトが砲撃したのである。被害はわずかであったが、数名の犠牲者が出た。この事件では、クロアチア人人口が独占的に占めている旧市街だけが封鎖された。攻撃の行われたのと同じ日、クロアチア勢力はフリゲート艦を損傷させ、艦を放棄させた。多くがクロアチア人であったユーゴ人民軍の艦船乗員は、同じクロアチア市民への攻撃を拒否し、艦の連隊を離脱した。
1992年1月の間、スプリトにある全てのユーゴ人民軍及びユーゴ海軍施設が明け渡された。この後、景気後退がすぐに始まった。
2000年代に入ると再びスプリトでは開発の勢いが戻って来た。観光地として注目を集めるようになり、現在ではクロアチアの有力な観光拠点や経済的な中心として多くの新しいホテルや、オフィスビル、住宅などが整備されている。また、多くの開発計画も再開され、新たなインフラの整備も進められている。2009年にはスプリト市の大きな計画の一つであるスパラデュームアリーナ（en:Spaladium Arena）が完成した。

## 地理
スプリトはカシュテラ湾（en:Gulf of Kaštela）とスプリト海峡の間にある半島に位置する。半島の西部は標高178mのマリヤン丘（en:Marjan Hill）が占めている。標高779mの尾根コジャク（en:Kozjak）と、標高1339mのモソル（en:Mosor）が市の北と北東を守り、これらが内地からスプリトを隔てている。

### 気候
スプリトは地中海性気候である。暑く乾燥した夏期（7月の最高気温は42℃にもなる）、温暖で湿潤な冬期（年平均降雨量は900mm）が特徴である。スプリトは、ヨーロッパ有数の日照を誇る。 
地中海性の常緑の植生をもち、亜熱帯性植物（ヤシ、リュウゼツラン、サボテン）が市内や周辺部で育つ。マリヤン丘は広大な栽培された森林で覆われている。
| スプリト, (1948 – 2017)の気候                                     | スプリト, (1948 – 2017)の気候 | スプリト, (1948 – 2017)の気候 | スプリト, (1948 – 2017)の気候 | スプリト, (1948 – 2017)の気候 | スプリト, (1948 – 2017)の気候 | スプリト, (1948 – 2017)の気候 | スプリト, (1948 – 2017)の気候 | スプリト, (1948 – 2017)の気候 | スプリト, (1948 – 2017)の気候 | スプリト, (1948 – 2017)の気候 | スプリト, (1948 – 2017)の気候 | スプリト, (1948 – 2017)の気候 | スプリト, (1948 – 2017)の気候 |
| 月                                                                | 1月                           | 2月                           | 3月                           | 4月                           | 5月                           | 6月                           | 7月                           | 8月                           | 9月                           | 10月                          | 11月                          | 12月                          | 年                            |
| ----------------------------------------------------------------- | ----------------------------- | ----------------------------- | ----------------------------- | ----------------------------- | ----------------------------- | ----------------------------- | ----------------------------- | ----------------------------- | ----------------------------- | ----------------------------- | ----------------------------- | ----------------------------- | ----------------------------- |
| 最高気温記録 °C （°F）                                            | 17.4 (63.3)                   | 22.3 (72.1)                   | 24.3 (75.7)                   | 27.7 (81.9)                   | 33.2 (91.8)                   | 38.1 (100.6)                  | 38.6 (101.5)                  | 38.5 (101.3)                  | 34.2 (93.6)                   | 27.9 (82.2)                   | 25.8 (78.4)                   | 18.6 (65.5)                   | 38.6 (101.5)                  |
| 平均最高気温 °C （°F）                                            | 10.3 (50.5)                   | 11.0 (51.8)                   | 13.7 (56.7)                   | 17.4 (63.3)                   | 22.5 (72.5)                   | 26.7 (80.1)                   | 30.7 (87.3)                   | 30 (86)                       | 25.1 (77.2)                   | 20.0 (68)                     | 14.9 (58.8)                   | 11.5 (52.7)                   | 19.48 (67.08)                 |
| 日平均気温 °C （°F）                                              | 7.9 (46.2)                    | 8.3 (46.9)                    | 10.7 (51.3)                   | 14.3 (57.7)                   | 19.1 (66.4)                   | 23.1 (73.6)                   | 26.2 (79.2)                   | 25.8 (78.4)                   | 21.5 (70.7)                   | 17.1 (62.8)                   | 12.6 (54.7)                   | 9.2 (48.6)                    | 16.32 (61.38)                 |
| 平均最低気温 °C （°F）                                            | 5.4 (41.7)                    | 5.5 (41.9)                    | 7.6 (45.7)                    | 10.8 (51.4)                   | 15.2 (59.4)                   | 18.8 (65.8)                   | 21.6 (70.9)                   | 21.5 (70.7)                   | 18.1 (64.6)                   | 14.1 (57.4)                   | 9.9 (49.8)                    | 6.0 (42.8)                    | 12.88 (55.17)                 |
| 最低気温記録 °C （°F）                                            | −9.0 (15.8)                   | −8.1 (17.4)                   | −6.6 (20.1)                   | 0.3 (32.5)                    | 4.8 (40.6)                    | 9.1 (48.4)                    | 13.0 (55.4)                   | 11.2 (52.2)                   | 8.8 (47.8)                    | 3.8 (38.8)                    | −4.5 (23.9)                   | −6.3 (20.7)                   | −9.0 (15.8)                   |
| 降水量 mm （inch）                                                | 78.7 (3.098)                  | 65.1 (2.563)                  | 63.6 (2.504)                  | 63.7 (2.508)                  | 56.0 (2.205)                  | 52.1 (2.051)                  | 28.4 (1.118)                  | 40.3 (1.587)                  | 71.9 (2.831)                  | 77.7 (3.059)                  | 113.7 (4.476)                 | 104.4 (4.11)                  | 815.6 (32.11)                 |
| 平均降雨日数                                                      | 11                            | 10                            | 10                            | 9                             | 9                             | 9                             | 6                             | 5                             | 7                             | 9                             | 12                            | 13                            | 110                           |
| 平均降雪日数                                                      | 1                             | 1                             | 0                             | 0                             | 0                             | 0                             | 0                             | 0                             | 0                             | 0                             | 0                             | 0                             | 2                             |
| 平均月間日照時間                                                  | 130.0                         | 145.6                         | 186.6                         | 216.8                         | 272.4                         | 307.1                         | 351.2                         | 327.6                         | 246.8                         | 196.7                         | 129.7                         | 119.1                         | 2,629.6                       |
| 出典1：National Meteorological and Hydrological Service (Croatia) |                               |                               |                               |                               |                               |                               |                               |                               |                               |                               |                               |                               |                               |
| 出典2：World Weather Information Service                          |                               |                               |                               |                               |                               |                               |                               |                               |                               |                               |                               |                               |                               |

| 1月               | 2月               | 3月               | 4月               | 5月               | 6月               | 7月               | 8月               | 9月               | 10月              | 11月              | 12月              | 年                |
| ----------------- | ----------------- | ----------------- | ----------------- | ----------------- | ----------------- | ----------------- | ----------------- | ----------------- | ----------------- | ----------------- | ----------------- | ----------------- |
| 12.0 °C (53.6 °F) | 11.5 °C (52.7 °F) | 11.9 °C (53.4 °F) | 13.8 °C (56.8 °F) | 17.3 °C (63.1 °F) | 21.1 °C (70.0 °F) | 23.2 °C (73.8 °F) | 23.6 °C (74.5 °F) | 21.7 °C (71.1 °F) | 19.3 °C (66.7 °F) | 16.4 °C (61.5 °F) | 13.7 °C (56.7 °F) | 17.1 °C (62.8 °F) |

## 統計
2001年の調査によると、スプリト市の人口は188,694人であった。2007年には221,456人に増加した。スプリト都市圏にはおよそ410,000人の人口がある。スプリトはクロアチア国内で最大の人口増加地域の一つである。スプリト＝ダルマチア郡全体ではおよそ470,000人の人口をもち、そのうち95.15%がクロアチア人である。市人口の88.37%がカトリックに属している。

## 経済
ユーゴスラビア時代、スプリトは造船、食品、化学、プラスティック、織物、製紙などの工業を含む多様な産業を基盤にした経済的な先進地であった。1981年のスプリトのGDPはユーゴスラビア平均の137%であった。今日、ほとんどの工場は閉鎖され失業者が驚くほど増大した。そのため、スプリト市では商業やサービス業を集める試みを行っている。新たなザグレブ-スプリト・ハイウェイ（A1）はスプリトをクロアチアの高速道路網によって統合し、経済の活性化や新たなビジネスにより市中心部の開発や郊外の開発を助ける。2005年7月に全体のルートが完成し、今日スプリトの経済はほとんどが商業や観光業によって担われ、旧来からの食品（魚介類、オリーブ、ワインなど）や製紙、コンクリート、化学製品などは部分的に回復して来ている。1998年よりスプリトは毎年開催されるクロアチアボートショーのホストを務めている。
2005年と2006年にスプリトでは他の地域に比べ多い4,000もの新たな雇用が創出されている。2006年上半期6%の経済成長をし外国投資は76%増加した。また初めて輸出水準が輸入水準を上回っている。造船業も回復し大きな分野の一つとなって来ている。

## 教育
スプリトには24の小学校と5つのギムナジウムを含む23の中、高等学校がある。大学は1974年に設立されたスプリト大学（Sveučilište u Splitu）(en)(があり近年、成長している。現在、28,000人の学生が在籍し12の学部がある。新たなキャンパスが造られ2012年に完成する予定である。

## 文化

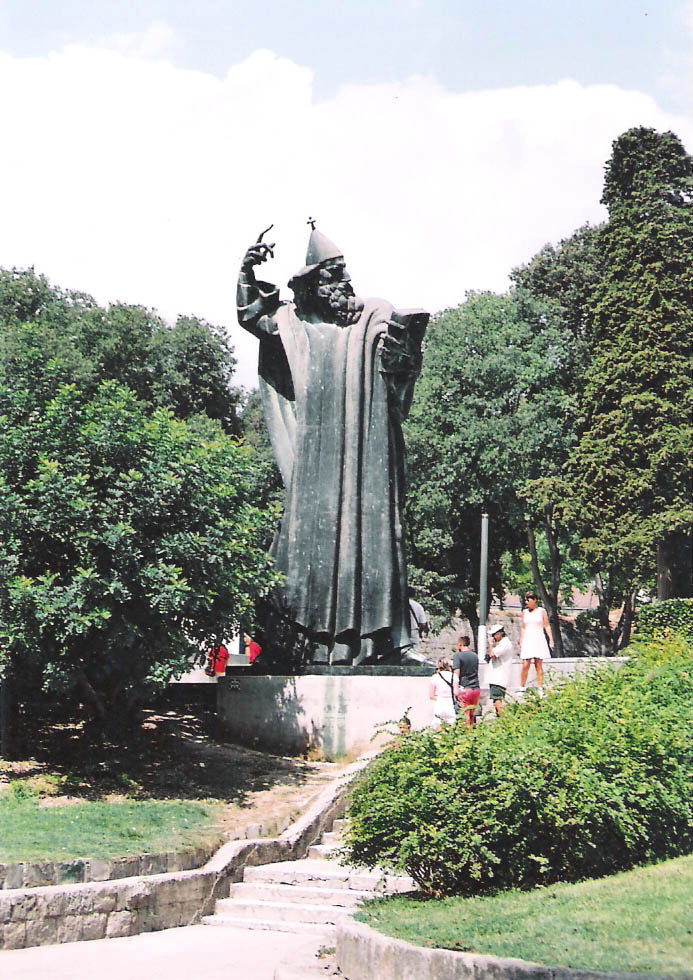
グルグリ・ニンスキ像、イヴァン・メストロヴィッチ作。1929年

1979年、スプリト歴史地区はUNESCO世界遺産に登録された（ID97）。
スプリトは、クロアチア文化の中心の一つとして知られる。文学の伝統は中世より足跡が辿れる。マルコ・マルリッチを含む、さらに近代のスプリトはユーモア感覚をもつ有名な作家らによって他より秀でていた。このなかで最も知られるのはミリェンコ・スモイェ（en:Miljenko Smoje）である。イーヴォ・ティヤルドヴィッチ（en:Ivo Tijardović）は有名なオペレッタ『小さなフロラムイェ』で知られる。スモイェもティヤルドヴィッチも、古いスプリトの伝統を表現したと考えられている。この伝統は、市が発展途上の内地から多くの移住者を受け入れたことでゆっくりと死に絶えてしまった。スプリトの旧家はいまだ極度に、ダルマチア沿岸部の暮らしや価値に固執しており、しばしば古代都市の田園化において彼らは自らの嫌悪感を公にする。
スプリトは2つの重要な考古学博物館を抱えている。一つは古代の、もう一つは中世初期のものを収蔵している。最も見分けのつくスプリト文化の状況は、ポピュラー音楽である。イーヴォ・ティヤルドヴィッチ、ズデンコ・ルニッチ（en:Zdenko Runjić）ら作曲家が知られている。彼らはユーゴスラビアで最も影響力のある音楽家であった。夏期には最大の文化活動、スプリト音楽祭が開催される。クロアチア独立以後最大のスプリトでのコンサートであり、ミショ・コヴァチ（en:Mišo Kovač）、トンプソンらが出演した。また、伝統的なクラパ歌手の公演のある夜には、ダルマチア中からポルユド・スタジアムへ歌手が集まってくる。多種多彩な特性を持つにもかかわらず、映画の伝統は20世紀初頭から始まった。ヨシップ・カラマンの作品は、数作が比較的スプリト周辺で撮影された。

## 交通

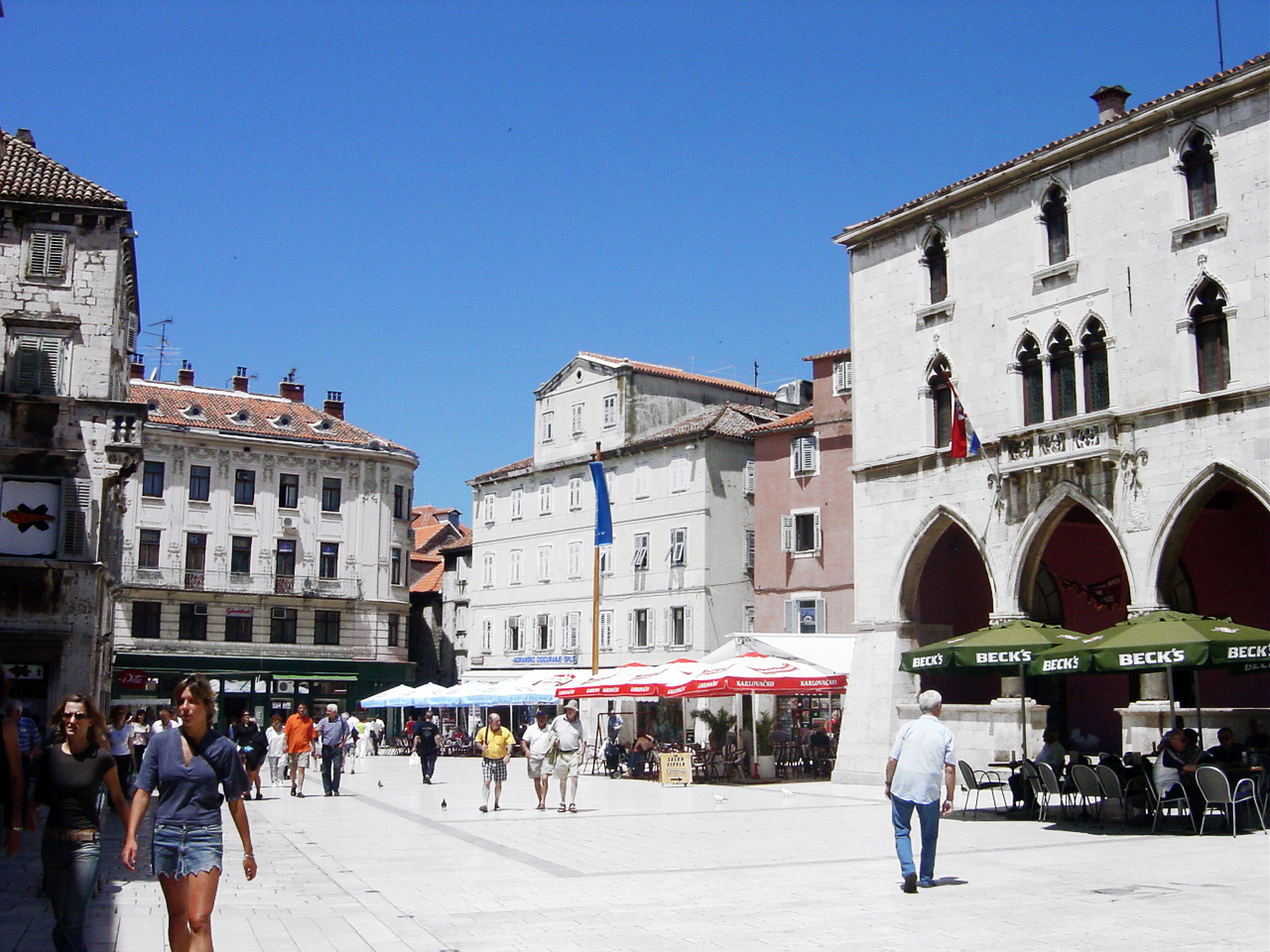
街並

### 道路
スプリトはダルマチア地方の広域交通の結節点で、スプリト市内の主な交通手段は路線バスである。ザグレブ-スプリト・ハイウェイ(A1)に加えて、ザダルからドゥブロニク間のアドリア海沿岸の主要道路は全て、スプリト市内を通過する。

### 鉄道
スプリトはクロアチア鉄道の路線網では結束する最南端の地である。スプリト中心部では中央駅に達する前に鉄道は2つのトンネルを通っている。ザグレブやリエカなどからはクニン-スプリト線経由で5時間から9時間ほどかかり、非電化の単線である。都市間旅客輸送の主要な手段は長距離バスが占めるが、ザグレブ、スプリト間には振り子式のインターシティレギオスウィンガーが導入されている他、夜行列車の運行もされている。現在、新たな改良計画はなされていないが2007年10月より途中接続する新たなザグレブ - リエカ線の整備が始まった。2006年12月にスプリト郊外鉄道が開業し、スプリト港からカシュテラを結んでいる。この路線は複線化と電化が行われ、新たに低床電車が導入される計画がある他、空港やトロギルなどへも路線網が広がる計画もある。最南端のスプリト駅にはヤドロリニヤフェリーターミナルが隣接している。

### 空港

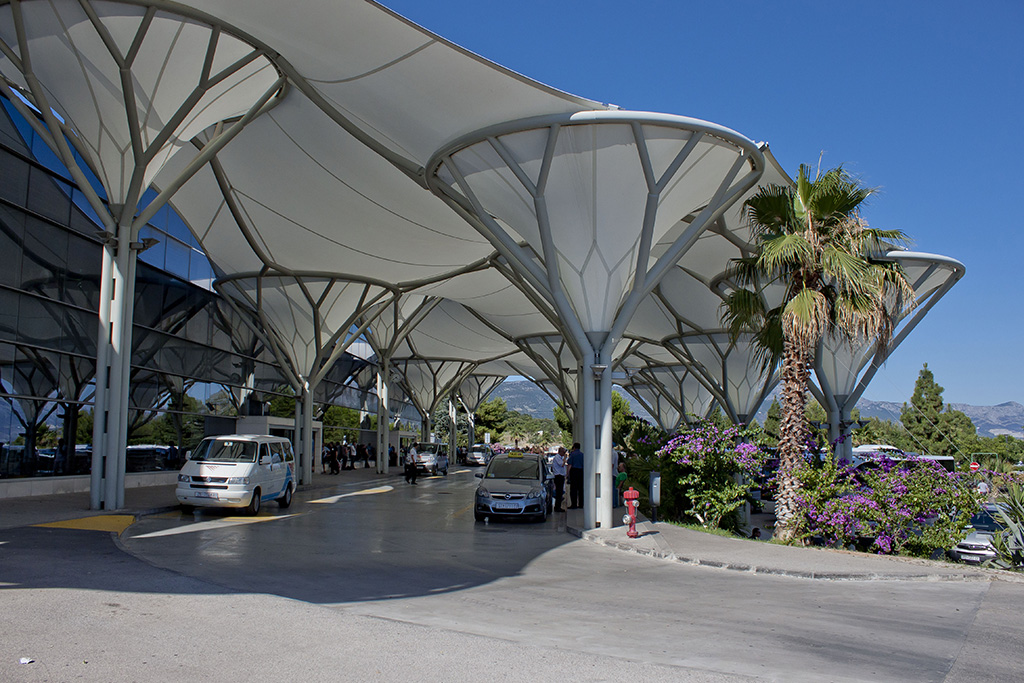
スプリト空港エントランス

スプリト空港（カシュテラ（Kaštela）空港）はクロアチア第二の空港で、2014年の乗降客数は1,752,657人である。定期便はザグレブとフランクフルト、ケルン、ロンドンなどの路線があるほか、夏季には季節限定運航便も多く発着するため、旅行者で混雑する。2009年から約10年かけて空港全体の拡張が行われる予定。

### 船舶
港の乗降客はアドリア海東海岸で最大であり、対岸のイタリア・アンコーナと結んでいる。夏期にはペスカーラ間のフェリーが就航する。また、ダルマチア中部の島嶼（フヴァル島、ブラチ島、コルチュラ島、さらに遠いヴィス島）とは、スプリトからのフェリーがほぼ唯一の交通手段となっている。

## スポーツ
スポーツが盛んな土地柄で、サッカー、テニス、バスケットボール、水泳、ボート競技、セーリング、水球、陸上競技、ハンドボールなどが人気がある。
サッカークラブHNKハイデュク・スプリトの本拠地である。また、トニー・クーコッチやディノ・ラジャらも所属したバスケットボールクラブKKスプリト（KK Split）の本拠地である。
1979年に地中海競技大会、1990年にヨーロッパ陸上選手権、2009年に世界男子ハンドボール選手権、2010年にIAAFコンチネンタルカップが開催された。

## 出身者、ゆかりの人物
- トニー・クーコッチ - 元バスケットボール選手
- ゴラン・イワニセビッチ - 元テニス選手
- ニコライ・ボルコフ - 元プロレスラー
- フランツ・フォン・スッペ - 作曲家
- アルトゥール・ロジンスキ - 指揮者
- セヴェリナ・ヴチュコヴィッチ - 歌手
- ディオクレティアヌス（移住者）
- マルコ・ドミニス（移住者）
- スラベン・ビリッチ - 元サッカー選手。現クロアチア代表監督。
- ニコラ・イェルカン - 元サッカー選手。クロアチア代表としてUEFA EURO 1996に出場した。
- イヴィツァ・ヴァスティッチ - 現在はオーストリアに帰化しておりオーストリア代表として1998 FIFAワールドカップ、EURO2008へ出場した。

## 姉妹都市
| - アンコーナ、イタリア - ペスカーラ、イタリア - アントファガスタ、チリ - ベト・シェメシュ、イスラエル - コーバーン、オーストラリア - ドーバー、イギリス - グラッドサクセ、デンマーク - ロサンゼルス、アメリカ合衆国 | - プンタ・アレーナス、チリ - モスタル、ボスニア・ヘルツェゴビナ - オデッサ、ウクライナ - オストラヴァ、チェコ - シュティプ、マケドニア共和国 - トロンハイム、ノルウェー - ヴェレニエ、スロヴェニア - シャルロッテンブルク＝ヴィルマースドルフ区、ベルリン、ドイツ |